# ساخت آمریکا (فیلم)
ساخت آمریکا (انگلیسی: American Made) فیلم آمریکایی در سبک اکشن کمدی است که توسط داگ لیمان کارگردانی شده و در سال ۲۰۱۷ بر روی پرده رفته‌است. فیلم توسط گری اسپینلی نوشته شده و بازیگران آن شامل تام کروز، سارا رایت، دامنل گلیسون، جیما مایز، جسی پلمونس، لولا کریک، جد رس، کلب لندری جونز، کانر ترینی‌یر می‌باشند.
ساخت آمریکا اولین بار در تاریخ ۱۸ اوت ۲۰۱۷ در تایوان و سپس در تاریخ ۲۹ سپتامبر ۲۰۱۷ در ایالات متحده آمریکا اکران شد. این فیلم در سراسر جهان ۱۳۴ میلیون دلار فروش رفت در حالیکه بودجه ساخت آن ۵۰ میلیون دلار بود. فیلم با نظر مثبت منتقدان و تحسین عملکرد تام کروز همراه بود. 

## داستان
داستان فیلم با خطاهایی جزئی بر روی زندگی بری سیل، خلبان اسبق خطوط هوایی ترنس ورلد که در دهه ۸۰ میلادی شروع به پروازهای عملیاتی برای سی‌آی‌ای انجام می‌دهد، آغاز می‌شود. در پایان، سیل برای جلوگیری از به زندان افتادن، نقش خبرچین را برای اداره مبارزه با مواد مخدر آمریکا به عهده می‌گیرد.

## میزان دقت داستان
برخلاف آنچه در فیلم نشان داده می‌شود سیل در دادگاه به همکاری با سیا اعتراف نکرد. سیل به دلیل غیبت با دلیل غیر موجه از کار اخراج شده بود و استعفا نداد. مونتی شفر وجود خارجی ندارد و شخصیت ساختگی بود که بر اساس شخصیت آن مأمور سیا در دنیای واقعی ارائه نشده‌است. سیل ارتباط مستقیم و رفاقت با رهبران قاچاق مواد مخدر نداشت و پابلو اسکوبار و برادران اوکوآ را تا سال ۱۹۸۴ ملاقات نکرده بود، یعنی سالی که برای اداره مبارزه با مواد مخدر آمریکا از اسکوبار جاسوسی کرد و او را رسوا کرد.
همسر سوم وی دبورا که لوسی به جای آن است عنوان کرد که او قاچاق را از سال ۱۹۷۵ و با ماری‌جوآنا شروع کرد نه ۱۹۸۰ و با کوکائین. گزارش های دی‌ای‌ای می‌گوید که او در ۱۹۷۸ قاچاق کوکائین را شروع کرد و از ۱۹۷۶ ماری‌جوانا قاچاق می‌کرد. همچنین همکاری وی با کارتل مدئین پس از ربوده شدن در حین سوخت‌گیری هواپیما در کلمبیا شروع نشد بلکه زمانی بود که او یک قاچاقچی فعال برای کارتل جورج اوکوآ را در یک پرواز از هندوراس ملاقات کرد، جایی که ۹ ماه به جرم قاچاق مواد مخدر در زندان محلی در ۱۹۷۹ سپری کرده بود. کارگردان فیلم می‌گوید که از نظر ظاهری یا رفتار تام کروز در فیلم هیچ شباهتی به سیل ندارد کسی که گفته شده ۱۳۰ کیلو وزن داشته‌است.
سیل هرگز دربارهٔ قاچاق مواد یا سلاح احساس پشیمانی نکرد؛ حتی در مصاحبه تلویزیونی گفت «چه شما بگوید سرباز ثروت یا چیزی دیگر، این یک راه زندگی برای من است. من از آن لذت می‌برم و به آن ادامه می‌دهم». همچنین هیچ فرود اضطراری در خیابان نداشت، و کارگردان آن را یک دروغ سرگرم‌کننده بر اساس یک داستان واقعی عنوان می‌کند.

## ماجرای فیلم
هشدار لو رفتن داستان
خلبانی معمولی اما بلندپرواز برای درآمد بهتر ترک شغل کرده و با سیا همکاری اطلاعات-عملیات هوایی می‌کند. هدف عکس‌برداری از مواضع شورشی‌های آمریکای لاتین از فاصله نزدیک (طی جنگ سرد) به ویژه پرواز از نیکاراگوئه به قصد کاستاریکا، پاناما می‌باشد. سیا با وجود موفقیت‌های اطلاعاتی ناشی از عکس‌برداری‌های پروازهای نزدیک وی، پول زیادی که او را راضی کند پرداخت نمی‌کند.
مأموریت تغییر کرده و به قاچاق سلاح و تحویل آن به جوانان ساده منطقه تبدیل می‌شود تا در برابر پیشروی کمونیسم بجنگند. پس از یکی از پروازها افراد دارودسته پابلو اسکوبار وی را دستگیر می‌کنند تا برای آن‌ها خلبان خطرپذیری باشد که جایگزین قایق‌های آسیب‌پذیر آن‌ها شود و جرات پرواز از باند بسیار کوتاه مخفی را داشته‌باشد. او در بار زدن بیش از حد و فرود آمدن در مقصد با اسکوبار مخالفت می‌کند و محموله را در بسته‌های ضربه‌گیر می‌پیچد تا آن‌ها را بدون فرود آمدن، بدون آسیب از هوا به زمین ساقط کند. در اولین پرواز از قاچاق مخفیانه مواد درآمد خوبی عایدش می‌شود اما در کلمبیا همراه با دسته اسکوبار دستگیرشده ولی به کمک سیا فراری داده می‌شود. پلیس که به همکاری وی با اسکوبار مشکوک شده برای بازرسی و دستگیری به خانه وی می‌روند که به خاطر اطلاع‌رسانی سیا به وی همراه خانواده فرار می‌کند.
از طرف سیا به او زمین‌های وسیعی همراه یک فرودگاه در مِنای آرکانزاس داده می‌شود تا هم سلاح ببرد و هم نیروی جوان از منطقه آورده و در منا آموزش نظامی دهد. خلبان بدون اطلاع سیا و مخفی از اداره مبارزه با مواد مخدر آمریکا مواد مخدر کلمبیایی را به آمریکا و اسلحه‌های سیا را بدون اطلاع اداره مبارزه با قاچاق الکل، تنبانکو، سلاح گرم و مواد منفجره به آمریکای لاتین قاچاق می‌کند. حجم انبوه پول‌های جمع شده‌اش در حدی ست که نمی‌تواند جمع‌آوری یا خرج کند در نتیجه ده‌ها بانک و مؤسسه جعلی یا شرکت هواپیمایی سوری تأسیس می‌کند که توجه اف‌بی‌آی را به خودش جلب می‌کند. اسکوبار با پولی که درآورد حکومتی شبه‌نظامی از تاجران مواد مخدر را در کلمبیا در مقابل دولت آن کشور تشکیل می‌دهد. نهایتاً خلبان دستگیر می‌شود اما مقاماتی که بر سر رسوایی مواد مخدر و آتش زده شدن پرچم آمریکا اختلاف دارند از این رو خلبان را نجات می‌دهند تا از اسکوبار در حال قاچاق عکسبرداری کرده و او را رسوا کند و مسئولیت قاچاق مواد بر گردن اسکوبار باشد. عکس‌ها منتشر می‌شود و خلبان با تخفیف بسیار محکوم به ۱۰۰۰ ساعت خدمات اجتماعی می‌شود. او هم اعترافاتش را دربارهٔ همه چیز در فیلم‌هایی ضبط می‌کند و با ترس و دلهره از منفجر شدن خودرواش سر ساعات خاص در محل خدمات اجتماعی حاضر می‌شود که نهایتاً در همان محل توسط عوامل اسکوبار و با شات‌گان به عنوان انتقام خیانت و رسوایی سیاسی صورت گرفته برای اسکوبار خلبان را ترور می‌کنند.

## بازیگران
- تام کروز در نقش بری سیل
- دامنل گلیسون در نقش مونتی شفر
- سارا رایت در نقش لوسی سیل
- جسی پلمونس در نقش کلانتر جوداونینگ
- کلب لندری جونز در نقش جی‌بی
- جیما مایز در نقش دانا سیبوتا
- لولا کریک در نقشجودی داونینگ
- کانر ترینی‌یر در نقش جرج اچ. دابلیو. بوش
- مائوریسیو مژیا در نقش پابلو اسکوبار